# On n'est pas là pour s'aimer
 (février 2015).
Si vous disposez d'ouvrages ou d'articles de référence ou si vous connaissez des sites web de qualité traitant du thème abordé ici, merci de compléter l'article en donnant les références utiles à sa vérifiabilité et en les liant à la section « Notes et références ».
On n'est pas là pour s'aimer est un téléfilm français de Daniel Janneau, sorti en 2000, mettant en scène Pierre Arditi et Véronique Genest dans les rôles principaux.

## Synopsis
Célibataire endurcie et fleur bleue, la scientifique Frédérique Letheil (Véronique Genest) se rend à une conférence de presse de la plus haute importance : elle doit présenter sa dernière découverte, un système de forage révolutionnaire qu'elle a mise au point pour le compte de la Française des Gaz et des Hydrocarbures. Sur la route, elle s'attarde à observer des oiseaux, sa grande passion, mais tombe subitement en panne de voiture, se mettant ainsi en retard.
Au même moment, Maxime Vergnaud (Pierre Arditi), directeur général de la société qui parraine le projet de Frédérique, affronte les sarcasmes de son épouse Carole (Julie Du Page), héritière capricieuse dont il est sur le point de divorcer, et qui est de plus la fille du principal actionnaire de la société-mère qui l'emploie.
Autoritaire et machiste, il reporte bientôt sa rancœur sur Frédérique qui n'est toujours pas arrivée au Centre de conférences. Son mécontentement se transforme en fureur lorsque la scientifique, enfin là, du cambouis sur la figure, projette, par inadvertance, un documentaire sur la saison des amours de l'autruche en lieu et place de la démo relative à son invention, provocant l'hilarité générale.
Ulcéré d'avoir été ainsi ridiculisé, Maxime licencie sur-le-champ l'étourdie. Mais après avoir subi les foudres de son patron et beau-père (Albert Millaire) qui menace de fermer sa filiale dans les 15 jours si le projet n'aboutit pas, l'irascible cadre part en catastrophe à la recherche de Frédérique pour tenter de la convaincre de travailler à nouveau pour lui. Seulement voilà, cette dernière qui tient à profiter pleinement de sa période d'inactivité professionnelle, est partie pour plusieurs mois dans un coin reculé du Québec afin d'assouvir sa passion d'ornithologue amatrice, bien décider à ne pas vouloir écourter son séjour, malgré l'insistance de Maxime qui est venu la rejoindre…

## Fiche technique
- Titre : On n'est pas là pour s'aimer
- Réalisation : Daniel Janneau
- Scénario : Jean-Claude Islert
- Scénario : Pierre Colin-Thibert
- Musique : Robert Charlebois
- Genre : Comédie

## Distribution
- Véronique Genest : Frédérique Letheil
- Pierre Arditi : Maxime Vergnaud
- Robert Charlebois : Gilles
- Julien Rochefort : Maillebois
- Albert Millaire : Le président
- Julie Du Page : Carole
- Alain Sachs : François